# One Night in Paris
One Night in Paris — концертний відеоальбом  британської групи Depeche Mode, що вийшов 28 травня 2002 року.

## Про альбом
One Night in Paris складається з двох дисків: на першому DVD педставлений концерт, знятий у ніч з 9 по 10 жовтня 2001 у Берсі, Париж, другий диск містить документальний фільм, в якому розповідається про процес зйомки One Night in Paris і про концертом турі Depeche Mode Exciter Tour. Режисером One Night in Paris є Антон Корбейн.
У грудні 2005 відеоальбом вийшов на UMD для PlayStation Portable.

## Трек-лист
1. Easy Tiger"/"Dream On
2. The Dead of Night
3. The Sweetest Condition
4. Halo
5. Walking in My Shoes
6. Dream On
7. When the Body Speaks
8. Waiting for the Night
9. It Doesn't Matter Two
10. Breathe
11. Freelove
12. Enjoy the Silence
13. I Feel You
14. In Your Room
15. It's No Good
16. Personal Jesus
17. Home
18. Condemnation
19. Black Celebration
20. Never Let Me Down Again